# Franz Grosse-Brockhoff

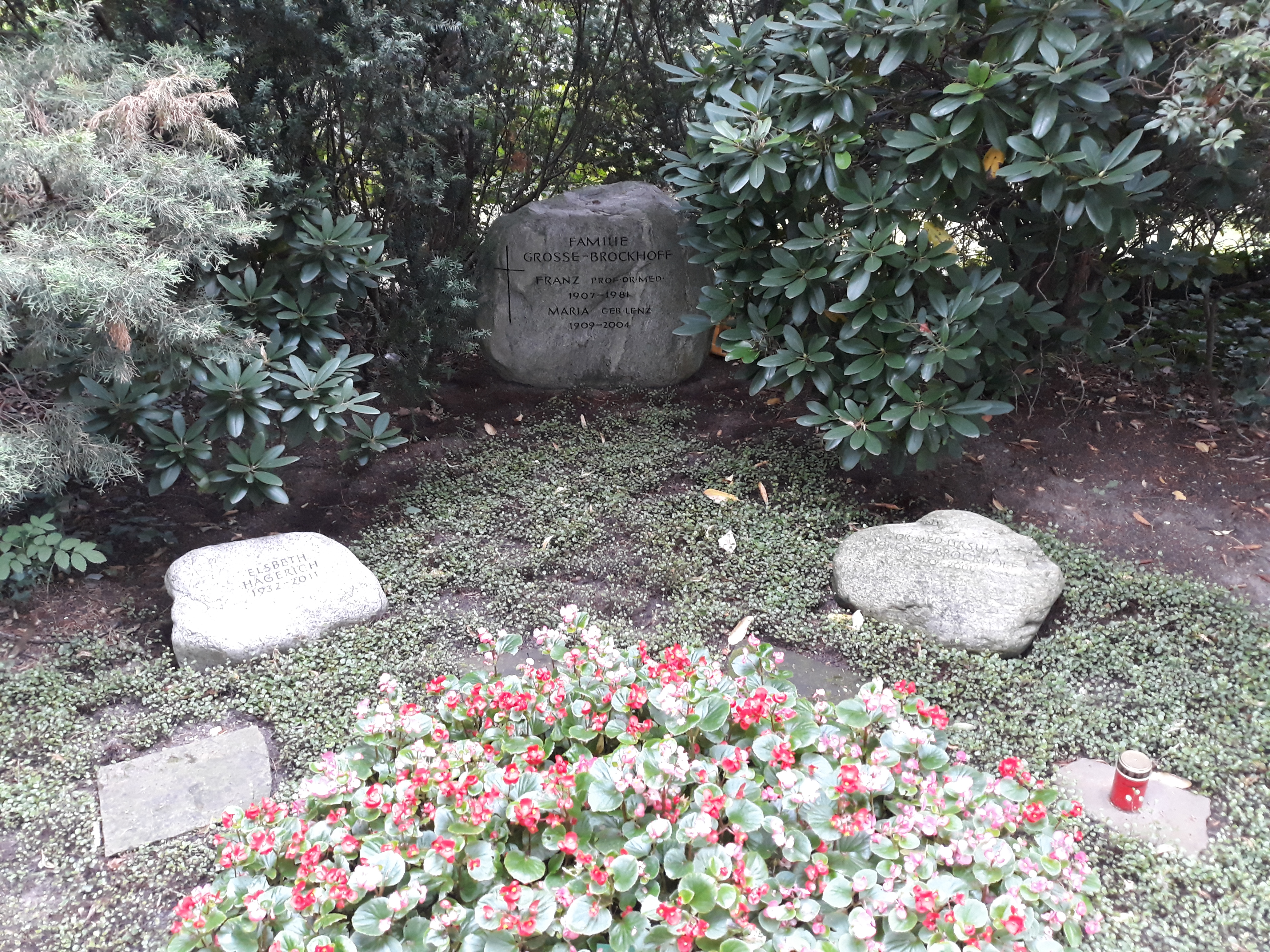
Das Grab von Franz Grosse-Brockhoff und seiner Ehefrau Maria geborene Lenz im Familiengrab auf dem Südfriedhof (Düsseldorf)

Franz Grosse-Brockhoff (* 26. November 1907 in Oberhausen-Osterfeld; † 13. September 1981 in Neuss) war ein deutscher Mediziner und Physiologe.

## Leben und Wirken

### Schule, Studium, Beginn der wissenschaftlichen Laufbahn
Franz Grosse-Brockhoff wuchs in einem katholisch geprägten Haushalt auf und besuchte zunächst in den Jahren 1914 bis 1918 die katholische Volksschule in Osterfeld, dann die Rektoratsschule im gleichen Ort und anschließend das humanistische Jungengymnasium in Bottrop. Nach seinem Abitur studierte er Humanmedizin an den Universitäten Würzburg, Leipzig, Berlin, Kiel, Köln und Graz. In Würzburg wurde er Mitglied der katholischen Studentenverbindung KStV Walhalla. Im Jahr 1932 legte er in Bonn das medizinische Staatsexamen ab und begann seine wissenschaftliche Laufbahn mit seiner Promotion im selben Jahr.
In den Jahren 1934 bis 1936 war er als wissenschaftlicher Assistent am Physiologischen Institut Göttingen an der Luftfahrtforschung beteiligt. Von 1936 bis 1940 kehrte er als planmäßiger Assistent nach Bonn zurück. Im Jahr 1939 wurde er zum Dr. med. habil. ernannt.

### Verstrickung in der Zeit des Nationalsozialismus
In der Zeit des Nationalsozialismus war Grosse-Brockhoff unter anderem Mitglied in der SA (1933–1934), der HJ (ab 1935), im NS-Dozentenbund (ab etwa 1937), NSFK (1934–1935), der NSV und der Reichsdozentenschaft (ab etwa 1940). Am 1. Juni 1937 hatte er die Aufnahme in die NSDAP beantragt und wurde rückwirkend zum 1. Mai desselben Jahres aufgenommen (Mitgliedsnummer 5.685.132).
Nach Ausbruch des Zweiten Weltkriegs wurde er im März 1940 zur Luftwaffe eingezogen.
Im Sommer 1942 führte Grosse-Brockhoff in Göttingen zusammen mit seinem Kollegen Wolfgang Schoedel zahlreiche Experimente über Phänomene und pharmakologische Therapien an experimentell unterkühlten Hunden durch. Die Ergebnisse der Grundlagenversuche zur Unterkühlung veröffentlichte er als Erstautor im Jahr 1943 in mehreren Abhandlungen: Neben der „Erregbarkeit von Atem- und Kreislaufzentrum bei rascher Unterkühlung“, also der autonomen Gehirnaktivität bei Abkühlung und dem dazugehörigen Versuchsaufbau, waren dies eine allgemeine Therapieübersicht sowie Beschreibungen einer Therapie mit Analeptika. Trotz detaillierter Beschreibungen zum Versuchsaufbau und -ablauf werden die Versuchstiere nur pauschal als Hunde und mit ihrem Gewicht von um die 20 kg, beschrieben.
Am 26./27. Oktober 1942 nahm Grosse-Brockhoff an der Tagung „Ärztliche Fragen bei Seenot und Winternot“ in Nürnberg teil, bei der auch über die „Unterkühlungsversuche“ an Menschen im KZ Dachau referiert wurde.
Als Stabsarzt wurde ihm das Kriegsverdienstkreuz II. Klasse verliehen.

### Fortsetzung der wissenschaftlichen Laufbahn
Nach Kriegsende wurde Grosse-Brockhoff trotz seiner Mitgliedschaften in mehreren nationalsozialistischen Organisationen schon im November 1945 von der Militärregierung als Dozent für Innere Medizin zugelassen. Im Jahr 1948 wurde ihm eine „gegen den Nationalsozialismus gerichtete Einstellung“ in mehreren Entlastungszeugnissen attestiert, so unter anderem von Paul Martini, von dem Göttinger Physiologen Rudolf Ehrenberg, dem Göttinger und als „Luftfahrtforscher“ während der NS-Zeit belasteten Physiologen Hermann Rein und dem Münsteraner Rektor Emil Lehnartz.
Grosse-Brockhoff wurde 1945 Oberarzt an der Universitätsklinik Bonn und folgte 1954 dem Ruf an die Düsseldorfer Akademie für praktische Medizin, wo er fortan den Lehrstuhl für Innere Medizin innehatte und Direktor der I. Medizinischen Klinik wurde. Im Jahr 1957 wurde er von der Deutschen Gesellschaft für innere Medizin als Mitglied des Bundesgesundheitsrates vorgeschlagen. In Zusammenarbeit mit dem Herzchirurgen Ernst Derra baute er in den ersten Jahren seines Wirkens in Düsseldorf das Zentrum für Herzchirurgie auf. Von 1962 bis 1963 war er Rektor der Akademie und förderte deren Ausbau unter anderem mit dem ersten nicht medizinischen Lehrstuhl für Philosophie im August 1963, womit er eine der Grundlagen für die 1965 erfolgte Umgründung der medizinischen Akademie in die Universität Düsseldorf schuf. Grosse-Brockhoff gehörte zu dem Personenkreis älterer Medizinprofessoren, die sich der ab Mitte der 1960er-Jahre aufgekommenen Idee der Benennung der Universität Düsseldorf nach dem in der NS-Zeit verfemten Dichter Heinrich Heine widersetzten; der Streit um die Namensgebung ging erst 1988/1989 mit der Umbenennung in Heinrich-Heine-Universität Düsseldorf zu Ende.
Franz Grosse-Brockhoff wurde 1976 emeritiert. Er war seit 1939 mit Maria Lenz verheiratet, sein Sohn ist der CDU-Kulturpolitiker Hans-Heinrich Grosse-Brockhoff.

## Mitgliedschaften (Auswahl)
- Mitglied der Leopoldina seit 1966
- Mitglied der Deutschen Gesellschaft für Innere Medizin (DGIM), 1971 als Vorsitzender der DGIM tätig,[13] 1974 Ernennung zum Ehrenmitglied[14]
- Präsident der Nordrhein-Westfälischen Akademie der Wissenschaften[9]

## Ehrungen und Auszeichnungen
- 1974: Ehrenmitgliedschaft der DGIM
- 1977: Großes Bundesverdienstkreuz
- 1979: Ehrenring der Görres-Gesellschaft
- 1980: Paracelsus-Medaille

## Schriften (Auswahl)
- Zur Frage der Ehenichtigkeit und Eheanfechtung bei Geistesgestörten. Bonn 1932, OCLC 634779557.(Dissertation, Universität Bonn, 1932).
- Einführung in die pathologische Physiologie. Springer Verlag, Berlin 1950. OCLC 14184350
- als Hrsg.: Pathologische Physiologie. 2. Auflage. Springer Verlag, Berlin 1969. OCLC 1414594
- Elektrotherapie des Herzens. Westdeutscher Verlag, 1970. OCLC 12720571